# Fortitudo Pallacanestro Bologna 103 2023-2024
Questa voce raccoglie le informazioni riguardanti la Fortitudo Pallacanestro Bologna 103 nelle competizioni  ufficiali della stagione  2023-2024.

## Stagione
La Fortitudo Bologna è arrivata seconda nel campionato di serie A2 (Girone Rosso). Nei Playoff arriva in finale e perde 1-3 nella serie contro Trapani. Nella Coppa Italia LNP, perde in finale contro Forlì. 

## Roster
| Fortitudo Pallacanestro Bologna 103 2023-2024 | Fortitudo Pallacanestro Bologna 103 2023-2024 |
| Giocatori                                     | Staff tecnico                                 |
| --------------------------------------------- | --------------------------------------------- |

| N. | Naz.                                   | Ruolo | Nome                  | Anno | Alt.   | Peso   |  |
| -- | -------------------------------------- | ----- | --------------------- | ---- | ------ | ------ |  |
| 35 | Stati Uniti (bandiera)                 | AG    | Mark Ogden            | 1994 | 208 cm | 95 kg  |  |
| 4  | Italia (bandiera)                      | GA    | Pietro Aradori        | 1988 | 196 cm | 95 kg  |  |
| 9  | Italia (bandiera)                      | AP    | Riccardo Bolpin       | 1997 | 197 cm | 90 kg  |  |
| 11 | Italia (bandiera)                      | P     | Alessandro Panni      | 1991 | 184 cm | 81 kg  |  |
| 33 | Stati Uniti (bandiera)                 | C     | Deshawn Freeman       | 1994 | 201 cm | 102 kg |  |
| 0  | Italia (bandiera)                      | P     | Nicola Giordano       | 2003 | 186 cm | 77 kg  |  |
| 21 | Italia (bandiera)                      | P     | Matteo Fantinelli (C) | 1993 | 195 cm | 86 kg  |  |
| 44 | Albania (bandiera) · Italia (bandiera) | AP    | Çelis Taflaj          | 1998 | 201 cm | 94 kg  |  |
| 36 | Italia (bandiera)                      | C     | Alessandro Morgillo   | 1999 | 204 cm | 105 kg |  |
| 5  | Italia (bandiera)                      | G     | Alberto Conti         | 1998 | 195 cm | 93 kg  |  |
| 3  | Italia (bandiera)                      | A     | Luigi Sergio          | 1988 | 194 cm | 87 kg  |  |

| Allenatore                                                                                       |
| - Attilio Caja                                                                                   |
| Assistente/i                                                                                     |
| - Emanuele Mazzalupi - Matteo Angori Legenda - (C) Capitano - (IN) Inattivo - Infortunato Roster |

## Mercato
Marco Giuri da Blu basket Treviglio a Fortitudo Bologna 